# Sagunto (1869)
Іспанський броненосець «Сегунто» був броньованим фрегатом з дерев'яним корпусом, побудованим для Королівського іспанського флоту (Armada Real) у 1860-1870-х роках. Спочатку він був побудований як великий вітрильний лінійний корабель, але був перероблений на броненосець з центральною батареєю під час будівництва. Його виключили з військово-морського реєстру в 1891 році.

## Конструкція і опис

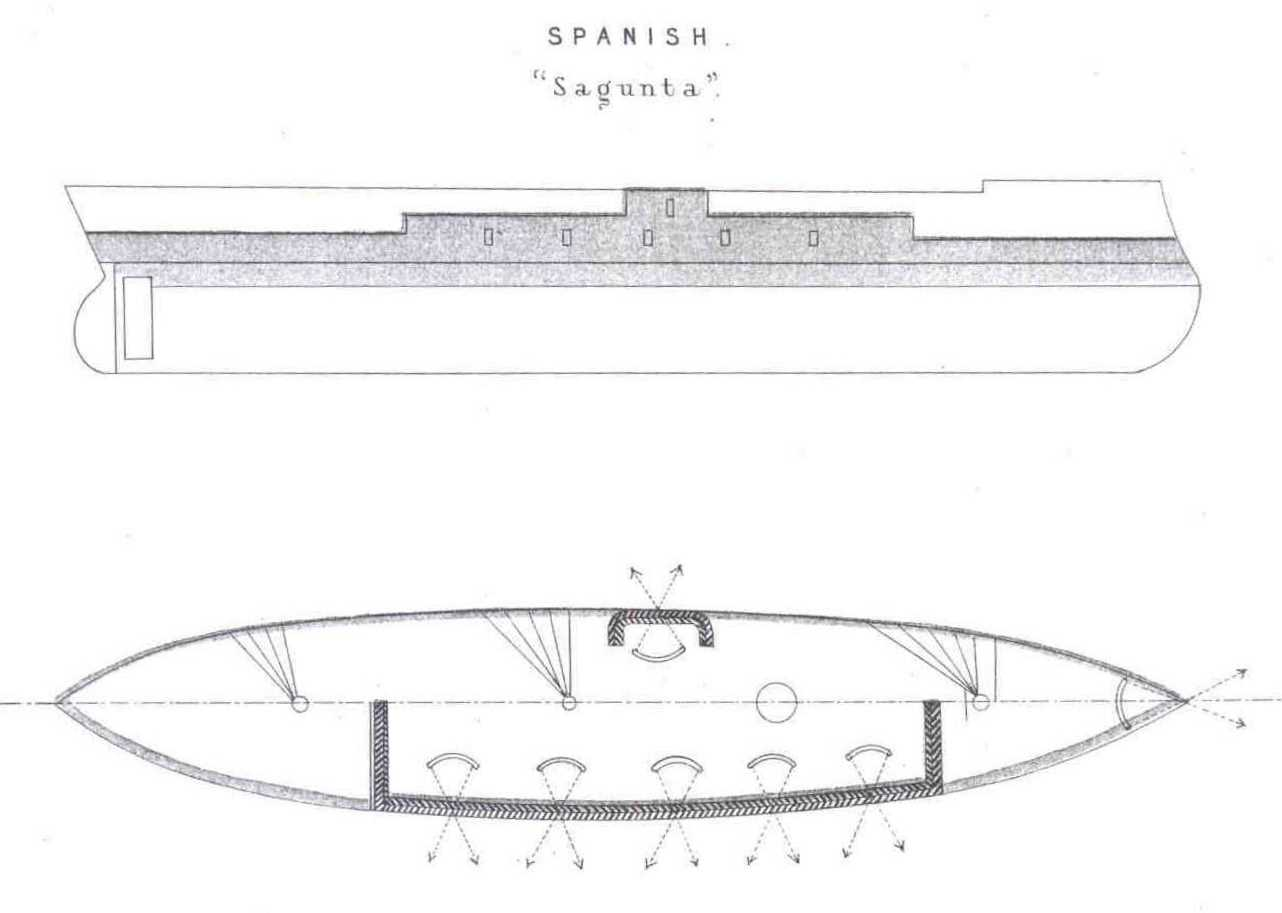
План «Сегунто», заштриховані області показують захист броні

Корабель був оснащений парою імпортних парових двигунів, вироблених Forges et Chantiers de la Méditerranée, які приводили в рух один карданний вал, використовуючи пару, що вироблялася вісьмома циліндричними котлами.
Основна батарея фрегата спочатку мала складатися з тридцяти 200 мм гладкоствольних гармат, встановлену для бортового залпу, але на практиці  корабель озброїли вісьмома одинарними 9 дюймовими (229 мм) нарізні дульнозарядні гармати на головній палубі, розташовані за центрально-батарейним принципом. На верхній палубі стояли дві 180 мм гармати, по одній на кожному борту, а інша на баку як погонна. До 1883 року гармати Трубіа були замінені на Палісера того ж калібру.

## Будівництво та служба
«Сегунто», названий на честь стародавньої облоги Сагунтума,  був замовлений у грудні 1862 року як 100-гарматний лінійний корабель «Прінсіпе Дон Альфонсо» на Королівській верфі Естейро у Ферролі.  Корабель заклали 21 березня 1863 року, а в 1868 році його було перейменовано в «Сегунто», коли його переобладнали в броненосець з центральною батарею. Корабель був спущений на воду 26 квітня 1869 року і введений в експлуатацію 1 лютого 1877 року.  
У 1887 році броненосець визнали непридатним до служби. Він використовувався як понтон до 1896 року, коли був проданий на металобрухт.